# El fantasma de Canterville (sèrie de televisió)
El fantasma de Canterville (títol original en anglès, The Canterville Ghost) és una sèrie de televisió de la BBC i la BYUtv del 2021 basada en el conte El fantasma de Canterville d'Oscar Wilde. S'ha subtitulat al català.

## Sinopsi
El fantasma Sir Simon de Canterville no està gaire satisfet quan una família estatunidenca s'instal·la a la gran finca anglesa de la seva família després que el multimilionari tecnològic Hiram Otis l'hagi comprat. Hiram no té ni idea que Simon ronda per aquests terrenys durant cinc segles ni que la seva família està a punt d'enfrontar-se a l'enemistat de l'aristocràcia local. Aquest relat modern del conte clàssic se centra en tres famílies: els aristocràtics Canterville, els romanís Lovell i els nord-americans Otis.

## Repartiment
- Caroline Catz com a Lucy Otis
- Fred Fergus com el vescomte Ralph Stilton
- Tom Graves com a Theodore Otis
- Joe Graves com a Franklin Otis
- Haydn Gwynne com a Lady Deborah de Canterville
- Anthony Head com a Sir Simon de Canterville
- Jack Bardoe com l'honorable Cecil Canterville
- James Lance com a Hiram Otis
- Carolyn Pickles com a Sra. Umney
- Jeff Rawle com el duc George 'Bluey' Stilton
- Charlotte Robinson com a Charity Lovell
- Harriette Robinson com a Patience Lovell
- Harry Taurasi com a Django Lovell
- Laurel Waghorn com Virginia Otis

## Episodis
| Núm. | Títol             | Data d'emissió original |
| ---- | ----------------- | ----------------------- |
| 1    | «Primavera/Estiu» | 31 d'octubre de 2021    |
| 2    | «Estiu/Tardor»    | 7 de novembre de 2021   |
| 3    | «Tardor/Hivern»   | 14 de novembre de 2021  |
| 4    | «Hivern»          | 21 de novembre de 2021  |